# Pusta zemlja
 Pusta zemlja je duga poema čiji je autor T. S. Eliot, koja je široko priznata kao jedna od najpoznatijih poema 20. veka i najznačajnije delo moderne poezije. Objavljena je 1922. godine. Poema se prvi put pojavljuje u Ujedinjenom Kraljevstvu u oktobarskom izdanju časopisa “The Criterion”, u Sjedinjenim Američkim Državama u novembarskom izdanju časopisa “The Dial,” a u decembru 1922. godine je objavljena kao knjiga. Poznata je po frazama poput „April je najsvirepiji mesec“, „Pokazaću ti strah u pregršti praha“  i mantri na jeziku  sanskrit „Shantih, shantih, shantih“. Eliotova poema nam predstavlja legendu o Svetom gralu i Kralju Ribaru u kombinaciji sa prikazom savremenog britanskog društva. Eliot ukazuje na mnoge književne i kulturne aluzije iz Zapadnog kanona, budizma i hinduističkih Upanišada i zato mnogi kritičari i naučnici smatraju ovu poemu mračnom.
Ton poeme oscilira između satiričnog i proročanskog, a poemu karakterišu nagle i nenajavljene promene naratora, prostora i vremena, kao i aluzije na mnogobrojne i međusobno često različite kulture i književnosti. Poema se sastoji iz pet delova. Prvi deo poeme „Sahrana mrtvaca“ prikazuje različite motive razočarenja i očaja. Drugi deo „Partija šaha“  opisuje nekoliko likova, čije se naracije smenjuju, a koji iz iskustva govore na te teme „Propoved vatre“, treći deo poeme, predstavlja filozofsku meditaciju koja je povezana sa slikovitim prikazom smrti i poricanja samog sebe, nastalim  pod uticajem Avgustina Hiponskog i istočnjačkih religija.“Smrt od vode“  je, četvrti i ujedno najkraći deo poeme, nakon kojeg ona kulminira u petom delu  „Ono što reče  grom“, koji dovodi do zaključka kroz sliku strašnog suda.

## Kompozicija
Eliot je najverovatnije nekoliko godina radio na tekstu iz kojeg je kasnije nastala poema „Pusta Zemlja“, prvi put objavljena 1922. godine. U maju 1921. Eliot je uputio pismo Džonu Kvinu, njujorškom advokatu i meceni modernizma, u kojem mu je saopštio da ima na umu „dugu poemu koju je voljan da dovrši“.
Ričard Aldington u svojim memoarima navodi da mu je Eliot pre „otprilike oko godinu dana“ pročitao nedovršenu verziju rukopisa „Puste zemlje“ u Londonu prilikom Eliotove posete. Šetajući grobljem diskutovali su o delu „Elegija napisana na seoskom groblju“  Tomasa Greja. Aldington piše: „Bio sam iznenađen kada sam otkrio da se Eliot divi nečemu toliko popularnom, potom izjajvivši da bi, ukoliko sav svoj talenat usmeri na jednu takvu poemu, mogao  dostići sličan uspeh kao i jedan savremeni  pesnik svestan svojih ograničenja, što je Grej očigledno bio“.
Budući da je Eliotu dijagnostifikovana neka vrsta nervnog oboljenja, zbog kojeg je morao odmarati, zatražio je tromesečno odsustvo od banke u kojoj je bio zaposlen, mada su u njegovom dosijeu zaposlenih kao razlog odsustva naveli da je imao nervni slom.
On je otputovao sa svojom prvom ženom Vivijen Hajvud Eliot u Margejt u Kentu kako bi se oporavio. Tokom svog boravka tamo radio je na pisanju poeme. Nakon toga, Eliot i njegova žena su kratko  boravili u Londonu, a zatim su otputovali u Pariz gde je Eliot najverovatnije pokazao ranu verziju poeme Ezri Paundu.
Po preporuci Otoline Morel, Eliot odlazi na lečenje u Švajcarsku u Lozanu, kod doktora Rodžera Vitoza, a Vivijen je za to vreme bila smeštena u sanatorijumu u okolini Pariza. Eliot je u hotelu “Sainte Luce”  (na čijem mestu je sagrađen hotel Eliot 1938) u Lozani napisao verziju poeme od 19 stranica. Početkom januara 1922. vratio se iz Lozane. Paund je zatim izvršio detaljne uredničke korekcije i značajno skratio poemu. Eliot je kasnije posvetio poemu Paundu.

## Rukopisi
Eliot je u oktobru 1922. poslao rukopis pesme Džonu Kvinu; u januaru 1923. godine susreli su se s Kvinom u Njujorku. Nakon Kvinove smrti, rukopise je nasledila njegova sestra Džulija Anderson. Godinama kasnije, početkom pedesetih godina, kći gospođe Anderson, Meri Konroj, pronašla je dokumente u skladištu. Godine 1958. prodala ih je Narodnoj biblioteci u Njujorku.
Sve do aprila 1968. postojanje rukopisa i mesto gde se oni čuvaju nisu bili poznati Valeriji Eliot, pesnikovoj drugoj ženi i udovici. Godine 1971. izdavačka kuća Faber i Faber objavila je "kopiju i transkript" originalnih rukopisa, koje je Valerija Eliot uredila i napisala. Cela pesma pre Paundove uredničke izmene nalazi se u faksimilu.

## Uređivanje
Rukopisi pesme otkrivaju da je izvorno sadržala gotovo dvostruko više materijala od finalne objavljene verzije. Znatna skraćivanja delimično su posledica promena koje je predložio Ezra Paund, iako je sam Eliot takođe odgovoran za uklanjanje većeg dela pesme.
Sada poznati početni stihovi pesme - "April je najokrutniji mesec, što gaji / Jorgovan iz mrtvog tla"  –  ne pojavljuju se sve do početka druge iskucane stranice. Prva iskucana stranica sadržavala je 54 stiha, u naraciji uličnog glasa koji čujemo ponovo na kraju drugog dela, „Partije šaha“. Čini se da je ova stranica bila lagano precrtana olovkom od strane samog Eliota.
Iako postoji nekoliko sličnih promena koje je izradio Eliot i niz značajnih Vivijaninih komentara, najznačajniji urednički unos je onaj Paundov, koji je preporučio mnoga skraćenja u pesmi.
Deo "Daktliografkinju kod kuće za vreme čaja" bio je izvorno u sasvim ispravnim strofama  u jampskom pentametru, sa rimom abab - iste forme kao i Grejeva Elegija, što je u to vreme bilo  Eliotu na pameti. Paundova beleška protiv ovog odeljka rukopisa glasi "stih kao takav nije dovoljno zanimljiv da bi se dosledno ispratio”. Na kraju je napuštena pravilnost  strofe sa četiri stiha.
Na početku „'Propoved vatre“' u jednoj verziji, postojao je dugački odeljak u herojskom dvostihu, u oponašanju „'The  Rape of the Lock“' Aleksandra Poupa . Opisana je jedna dama, Freske (koja se pojavila u ranijoj pesmi "Gerontion"). Kao što to opisuje Ričard Elman, "Umesto da joj se napravi toalet kao  Poupovoj Belindi, Freske ide u njega, poput Džojsovog Bluma". Stihovi glase:
Leaving the bubbling beverage to cool,
Fresca slips softly to the needful stool,
Where the pathetic tale of Richardson
Eases her labour till the deed is done ...
Elman beleži: "Paund je upozorio Eliota da, pošto je Poup napisao bolje distihe, a Džojs bolje opisao defekaciju, nema smisla ponovo pisati o tome."
Paund je takođe  isekao neke kraće pesme koje je Eliot hteo da ubaci između pet odeljaka. Jedan od njih, koji je Eliot nazvao  "Dirge" [„Tužbalica“], počinje sa:
Full fathom five your Bleistein lies
Under the flatfish and the squids.
Graves' disease in a dead Jew's eyes!
Where the crabs have eat the lids
...
Na zahtev Eliotove supruge Vivijan, stih iz pesme Partija šaha je uklonjen:  "And we shall play a game of chess/The ivory men make company between us / Pressing lidless eyes and waiting for a knock upon the door". Ovaj je odeljak očigledno zasnovan na njihovom bračnom životu, a ona je možda osetila da ti stihovi previše otkrivaju. Međutim, stih "ljudi od slonovače" mogao je značiti nešto Eliotu: 1960. godine, trinaest godina nakon Vivijanine smrti, ubacio je stih u primerak namenjen za prodaju radi pomoći Londonskoj biblioteci, čiji predsednik je tada bio; prodao ga je za 2.800 funti. Rupert Hart-Dejvis je zatražio originalan rukopis za aukciju, ali ga je Eliot davno izgubio (pronađen je u Americi godinama kasnije).
U pismu Eliotu povodom proslave “rođenja” pesme krajem decembra 1921. godine, Paund je napisao skaradnu pesmu od 48 stihova pod naslovom "Sage Homme", u kojoj je Eliota nazvao majkom pesme, a sebe je uporedio sa babicom. Prvi stihovi su:
These are the poems of Eliot
By the Uranian Muse begot;
A Man their Mother was,
A Muse their Sire.
How did the printed Infancies result
From Nuptials thus doubly difficult?
If you must needs enquire
Know diligent Reader
That on each Occasion
Ezra performed the Caesarean Operation.

## Istorija objavljivanja
Pre nego što je uređivanje  poeme uopšte započeto, Eliot je našao izdavača. Horacije Livrajt iz izdavačke kuće Boni & Liveright u Njujorku boravio je u Parizu povodom niza susreta s Ezra Paundom. Na večeri 3. januara 1922. dao je ponudu za dela Paunda, Džejmsa Džojsa (Uliksa) i Eliota. Eliot je trebalo da dobije autorsku naknadu od 15% za verziju knjige pesama čije je objavljivanje bilo planirano za jesen.
Kako bi svoje prihode doveo do maksimuma i dosegao širu publiku, Eliot je takođe pokušavao da napravi ugovore sa časopisima. Budući da je bio dopisnik iz Londona za časopis The Dial i prijatelj s koledža Skofildu Tejeru, koji je bio suvlasnik i jedan od urednika, The Dial je bio idealan izbor. Iako je The Dial ponudio 150 dolara za pesmu (25% više od standardnog iznosa), Eliot je bio uvređen što je njegov celogodišnji rad tako malo cenjen, pogotovo kada je utvrđeno da je drugi saradnik dobio veliku naknadu za kratku priču. Dogovor s The Dial-om skoro da je propao (drugi časopisi koji su bili uzeti u razmatranje su Little Review i Vanity Fair), ali na kraju je uz Paundova nastojanja dogovoren posao gde će, uz 150 dolara, Eliot biti nagrađen  drugom godišnjom nagradom časopisa The Dial za izuzetni doprinos književnosti. Nagrada je iznosila 2..000 dolara (£ 450 funti).
Krajem leta u Njujorku (s Džonom Kvinom, advokatom i književnim pokriviteljem, koji je zastupao Eliotove interese), Boni & Liveright dogovorili su se s The Dial-om da časopis bude prvi koji će objaviti pesmu u SAD-u ako se slože da kupe 350 primeraka knjige na popustu od Boni & Liveright. Boni & Liveright koristili bi publicitet nagrade časopisa kako bi Eliotu povećali početnu prodaju.
Pesma je prvi put objavljena u Velikoj Britaniji, bez beleški autora, u prvom broju časopisa The Criterion, Eliotovog književnog časopisa koji je Eliot osnovao i uredio. Prvo pojavljivanje pesme u SAD-u bilo je u novembru 1922. godine u časopisu The Dial (zapravo objavljeno krajem oktobra). U decembru 1922. pesmu su objavili Boni & Liveright u SAD-u u obliku knjige, i to je prva publikacija sa ištampanim beleškama. U septembru 1923. je  Hogart Pres, privatna štamparija kojim su rukovodili Eliotovi prijatelji Leonard i Virdžinija Vulf, objavila  prvo britansko izdanje knjige Pusta zemlja u oko 450 primeraka, a pripremu za štampu uradila je Virdžinija Vulf.
Istoriju objavljivanja Puste zemlje (kao i ostalih poetskih i proznih Eliotovih dela) dokumentovao Donald Galup.
Eliot, čija je godišnja plata 1922. godine u Lloyds banci iznosila 500 funti (2.215 dolara), zaradio je oko 630 funti (2.800 dolara) na osnovu objavljivanja u časopisu The Dial-a i kod izdavača, Boni & Liveright i Hogarth Pres.

## Naslov
Eliot je prvobitno hteo da pesmu nazove „On čita imitirajući različite glasove“. U verziji pesme koju je Eliot doneo iz Švajcarske, prva dva dela pesme -– "Sahrana mrtvaca" i "Partija šaha" – pojavila su se pod ovim naslovom. Ova čudna fraza preuzeta je iz romana Čarlsa Dikensa, “Naš zajednički prijatelj”, u kojem udovica Beti Higden izjavljuje za svog usvojenog sina Slopija: "Možda ne mislite tako, ali Slopi lepo čita novine. On to radi imitirajući različite glasove."  Neki kritičari koriste ovaj radni naslov kako bi podržali teoriju da, dok u pesmi postoji mnogo različitih glasova (govornika), postoji samo jedna središnja svest. Ono što je izgubio odbacivanjem ovog naslova Eliot se možda osećao dužnim da obnovi komentarišući zajedničke likove u svojoj belešci o Tireziji, gde navodi da "ono što  Tirezija u stvari vidi, zapravo je, sadržaj pesme".
Na kraju je Eliot izabrao naslov Pusta zemlja. U prvoj belešci ove pesme pripisuje naslov knjizi Džesija L. Vestona o legendama o gralu, Od rituala do romanse. Aluzija je na ranjavanje Kralja Ribara i na neplodnosti njegovih zemalja; da bi oporavili Kralja i njegove zemlje učinili ponovo plodnim, tragači za Gralom moraju postaviti pitanje: "Šta te muči ?" . Pesmu neverovatno sličnu po temi i jeziku, pod skoro istim nazivom "Pusta zemlja", napisao je Medison Kavejn, a objavljena je 1913. godine u časopisu Poezija [Poetry].
Naslov pesme se na engleskom često pogrešno piše bez početnog određenog člana, poput fraze koju je koristila Džesi Veston (Waste Land), ili kao jedna reč (Wasteland). Eliot je, međutim, pristojno insistirao u pismu Ezri Paundu da naslov treba da ima tri reči i da počinje sa "The".

## Struktura
Pesmi prethodi latinski i grčki epigraf iz Petronijevog Satirikona. Na engleskom jeziku glasi: "Video sam sopstvenim očima kumansku Sibilu kako visi u tegli, a kad su dečaci rekli, Sibila, šta želiš, ona je odgovorila Želim da umrem."
Sledeći epigraf je posveta (dodata u republikaciji iz 1925.) koja glasi: "Za Ezrua Paunda: il miglior fabbro". Ovde Eliot citira 117. red 26. pevanja , Danteovog Čistilišta, drugog dela Božanstvene komedije, gde Dante definiše trubadura Arnauta Danijela kao "najboljeg kovača maternjeg jezika", a takođe i Paundov naslov drugog poglavlja "Duha romantike” (1910.), gde je preveo frazu kao "bolji zanatlija". Ovu posvetu posvećenu Paundu Eliot je izvorno napisao mastilom u izdanju poeme koje su objavili Boni & Liveright 1922.; kasnije je uključena u buduća izdanja.
Pet delova Puste zemlje su:                                            
1. Sahrana mrtvaca,
2. Partija šaha,
3. Propoved vatre,
4. Smrt od vode,
5. Ono što reče grom.

Nakon teksta pesme sledi nekoliko stranica beleški,  u kojima Eliot objašnjava svoje metafore, reference i aluzije. Neke od tih beleški korisne su za tumačenje pesme, ali neke su verovatno još više zbunjujuće, a mnogi odlomci su ostali neoznačeni. Beleške su dodate nakon što je Eliotov izdavač zatražio nešto obimniji tekst kako bi ištampao Pustu zemlju kao zasebnu knjigu. Eliot je trideset godina nakon objavljivanja pesme izrazio žaljenje što je "toliko ljubopitljivaca poslao na uzaludnu potragu Tarot kartama i Svetim Gralom".
Postoji pitanje da li je Eliot prvobitno nameravao da Pusta zemlja bude zbirka pojedinačnih pesama (dodatne pesme dostavljene su Paundu kako bi on dodao svoje komentare) ili je planirao da to bude jedna pesma sa pet delova.
Struktura pesme takođe je trebalo da okvirno prati vegetativne mitove i predanje o  Svetom Gralu,a koji obuhvata priču o Kralju Ribaru, kao što je naznačila Džesi Veston u svojoj knjizi Od rituala do romanse (1920). Knjiga Džesi Veston bila je toliko  značajna za strukturu ove pesme da je to bio prvi tekst koji je Eliot citirao u svojim "Beleškama o Pustoj zemlji".

## Stil
Stil pesme obeležen je stotinama aluzija i citata iz drugih tekstova (klasični i opskurni, "vrhunski" i "slabiji"), koje je Eliot ubacivao kroz pesmu. Uz mnoge reference i citate od pesnika kao što su Bodler, Šekspir, Ovid i Homer, Eliot je takođe uključio i nekoliko referenci iz "slabijih" žanrova. Dobar primer toga je Eliotov citat iz popularne pesme "The Shakespearian Rag" iz 1912, od tekstopisaca Hermana Rubija i Džina Baka. U početnom delu Eliotovog originalnog rukopisa (kada je pesma nosila naslov "On čita imitirajući različite glasove”), pojavio se i niz prenatrpanih referenci, ali su one uklonjene iz konačne verzije nakon što je Eliot skratio ovaj izvorni početni odlomak.
Stil dela delimično je nastao iz Eliotovog interesovanja za istraživanje mogućnosti dramskog monologa. Ovo interesovanje datira još do "Ljubavne pesme J. Alfreda Prufroka". Pusta zemlja nije samo monolog poput "Prufroka". Umesto toga, ona se sastoji od širokog raspona glasova (ponekad u monologu, dijalogu ili s više od dva junaka koji razgovaraju).
Pusta zemlja karakteristična je po svojoj naizgled nepovezanoj strukturi, koja ukazuje na modernistički stil Uliksa Džejmsa Džojsa (koji je Eliot navodio kao uticaj i koji je čitao iste godine kada je napisao Pustu zemlju). U modernističkom stilu, Eliot skače s jednog glasa, ili slike, na drugi bez jasne naznake ove smene čitaocu. Takođe uključuje fraze na više stranih jezika (latinski, grčki, italijanski, nemački, francuski i sanskrtski), što ukazuje na uticaj Paunda.